# Jacques Cheminade
Ne doit pas être confondu avec Jacques Chaminade.
Jacques Cheminade, né le 20 août 1941 à Buenos Aires, est un homme politique et essayiste franco-argentin.
Fondateur du parti politique Solidarité et progrès et proche de l'homme politique américain Lyndon LaRouche, il est candidat aux élections présidentielles de 1995, de 2012 et de 2017, sans jamais dépasser 0,3 % de suffrages exprimés.

## Biographie

### Origines, études et famille
Issu d'une famille auvergnate du Livradois, Jacques Guy Cheminade, fils de Raymond Cheminade et Madeleine Allezard, naît en 1941 en Argentine, où son père, représentant de sociétés françaises, était arrivé vingt ans plus tôt. Il arrive en France à 18 ans. Il possède la double nationalité française et argentine.
Il est diplômé de l'École des hautes études commerciales (HEC Paris) en 1963, licencié en droit en 1965, élève de l'École nationale d'administration (ENA) dans la promotion Jean-Jaurès (1969).
De 1969 à 1981, il est administrateur civil à la direction des relations économiques extérieures (DREE) du ministère de l'Économie, des Finances et de l'Industrie. En poste à Paris, il participe aux négociations d'adhésion au marché commun européen. Par la suite, attaché commercial français à New York, il est chargé de la promotion des biens d'équipement français aux États-Unis.[réf. nécessaire]

### Fondation de ses idées politiques

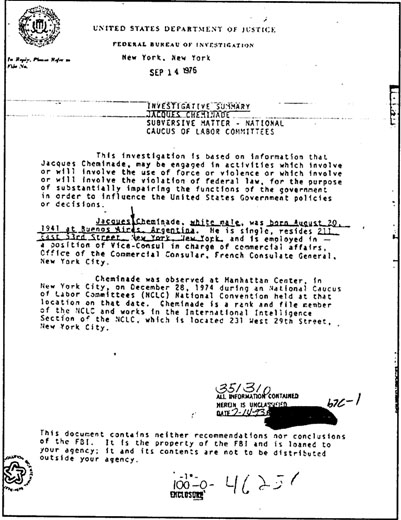
Document du FBI sur Jacques Cheminade (1976).

Attaché commercial à l'ambassade de France aux États-Unis de 1972 à 1977, il rencontre Lyndon LaRouche, à l'époque président de l'U.S. Labor Party (en), au printemps 1974 à New York.

Cette rencontre, déterminante pour lui, fonde son engagement en politique : 

« Ce qui m'a d'emblée frappé en lui [...] fut sa faculté de penser devant un auditoire ouvertement, naturellement, à la recherche de la vérité, sans compromissions, sans souci de se faire bien voir, ni envolées démagogiques, ni recours à des notes. J'ai su que cette rencontre allait changer ma vie. »

Jacques Cheminade est décrit dans des documents du FBI le concernant, obtenus en 1994 grâce à une procédure visant à obtenir leur déclassification, comme « associé de longue date » à Lyndon LaRouche sur des « sujets politiques et stratégiques les intéressant tous les deux »,. Un document du FBI de 1976 (reproduit à droite) le décrit comme un « homme de troupe » du National Caucus of Labor Committees (en), une organisation du mouvement LaRouche qui, selon ce dernier, créa dès 1971 ses propres « unités de renseignement », et pour laquelle Cheminade « travaille dans la section du renseignement international ». Selon Jacques Cheminade lui-même, son retour en France en 1977 aurait été motivé par le désir de se consacrer « à plein temps à des activités politiques et à la défense des idées et des principes de M. LaRouche »,.

### Débuts en politique
Jacques Cheminade est pour la première fois candidat aux élections législatives de 1978, dans la 25e circonscription de Paris, il obtient 0,12 % des voix.
Il abandonne ses fonctions dans les années 1970, après avoir rencontré Lyndon LaRouche. En 1982, il devient secrétaire général du Parti ouvrier européen (POE), qui se présente comme « la section française d'un mouvement international dirigé par Lyndon LaRouche » ; il préside également plusieurs années l'Institut Schiller, une fondation politique dirigée par Lyndon LaRouche et liée au POE. Il essaie, sans succès, de réunir le nombre de parrainages nécessaires pour pouvoir présenter sa candidature à l'élection présidentielle française de 1981. Avant le 1er tour, il appelle à voter pour Valéry Giscard d'Estaing.
Le National Democratic Policy Committee est le successeur, à compter de 1979, de l'US Labor Party. Les quatre points de son programme sont l'établissement d'un nouveau système monétaire international fondé sur l'étalon-or, le développement de l'Eximbank, la remise en marche de 120 centrales nucléaires américaines et la lutte contre les drogues. Selon Frank Lynn, journaliste au New York Times, Melvin Klenetsky, codirecteur des opérations politiques du National Democratic Policy Committee, « soutient des programmes tels que la libération de ce qu'il appelle la domination britannique sur la politique étrangère américaine, des grands travaux à l'échelle mondiale ou à l'échelle locale, comme la création d'un port en eau profonde à New York, le développement de l'énergie nucléaire pour « stopper le génocide » des pays sous-développés qui n'ont pas accès à des projets énergétiques à faible coût, un démantèlement des réseaux internationaux de trafic de drogue et un retour à une éducation classique pour contrer le « projet génocidaire pour notre jeunesse » »,.
Entre 1982 et 1984, il est, selon ses propres déclarations, impliqué dans l'organisation de réunions entre « M. LaRouche et des membres du gouvernement français, des militaires et des leaders politiques […] principalement sur le thème de l'initiative de défense stratégique et d'une initiative de défense tactique qui serait son complément européen,. »
En 1983, Cheminade publie un communiqué sur le danger de « nouveau fascisme » créé par un complot supposément ourdi contre le président François Mitterrand par certains de ses ministres socialistes, dont Jacques Delors et Michel Rocard, qu'il juge « intimement associés avec la politique fasciste du club de Rome [et] du fonds monétaire international ». Cependant, Michel Rocard sera ensuite invité par son parti politique.
Il reste secrétaire général du Parti ouvrier européen jusqu'à sa dissolution en 1989, à la suite de difficultés financières, puis dirige la Fédération pour une nouvelle solidarité (FNS) qui lui succède en 1991.

### Candidature à l'élection présidentielle de 1995
Recueillant 556 parrainages d’élus locaux, Jacques Cheminade est déclaré candidat à l’élection présidentielle de 1995 le 6 avril par le Conseil constitutionnel.
Son discours, invoquant les patronages de Jaurès et de Gaulle, est axé sur le « cancer spéculatif » qui « prolifère dans le monde et [y] détruit le corps de l’économie ».
Eric Inciyan et Sylvie Kaufmann, journalistes au Monde, relatent la collecte des signatures,. Daniel Hourquebie, journaliste au Monde, relate les rencontres entre les maires et les émissaires de Jacques Cheminade chargés de recueillir les parrainages,. Renaud Dely, journaliste à Libération, rapporte que pour obtenir ces parrainages, les militants de Cheminade ont fait valoir des arguments différents aux maires auxquels ils s'adressaient,,,. D'autres encore s'intéressent au financement de sa campagne,,,,. Quelques maires se prononceront par la suite sur les raisons de leur soutien à la candidature de Jacques Cheminade en estimant avoir été dupés,,,.
Jacques Cheminade réagit en déclarant que « les journalistes sont venus les trouver en leur disant : “vous ne savez pas que c'est un homme d'extrême-droite, que c'est une secte, que c'est un hurluberlu ? On leur a téléphoné à plusieurs reprises, on les a véritablement harcelés”. » Le 17 avril 1995, durant l’émission Face à la Une sur TF1 le 17 avril 1995, à la suite de la question de Gérard Carreyrou, qui lui demande s'il est « antisémite comme M. LaRouche », Cheminade répond : « Si vous ne me posiez pas la question dans cette enceinte, je crois qu’au nom de mes idées et des gens de ma famille qui ont lutté contre le nazisme, j’irais vous donner une paire de claques,. »
Jacques Cheminade recueille 84 959 voix au premier tour, soit 0,28 % des suffrages exprimés.
À la suite de cette campagne, la Commission nationale de contrôle de la campagne pour l'élection du président de la République et le Conseil supérieur de l'audiovisuel indiquent que le candidat n'avait pas bénéficié d'un « traitement équilibré », son temps de parole ayant notamment été de 45 minutes contre 1 h 25 en moyenne pour les autres candidats.
L'élection présidentielle de 1995 est la première pour laquelle le Conseil constitutionnel apprécie la régularité des comptes de campagne des candidats, en application d'une loi votée en janvier 1990. Par décision du 11 octobre 1995, le Conseil constitutionnel, présidé par Roland Dumas, décide de rejeter le compte de campagne de Jacques Cheminade. La juridiction estime que 1,7 million de francs de ses recettes, provenant de 21 contrats de prêt sans intérêt« conclus postérieurement au 7 mai 1995 », devaient être requalifiés en dons, rendant ainsi son compte non conforme à la loi, les dons au compte de campagne étant interdits après cette date lors de cette élection. Les sages ont motivé leur décision par l'absence de taux d'intérêt sur ces prêts, ce qui constituait « au profit du candidat un avantage ».
Le flou juridique sur la question étant invoqué par Solidarité et progrès est confirmé par un juriste dans un article du JDD : il s’agit de l'article 1892 du Code Civil traitant de la nature du prêt. La disparité de traitement entre Jacques Cheminade et Édouard Balladur ou Jacques Chirac fait l'objet d'un article des Inrockuptibles rapportant une déclaration de Maurice Faure, membre du Conseil constitutionnel à cette époque, selon laquelle « il y a eu inégalité de traitement ». Les rapporteurs du Conseil constitutionnel avaient proposé de rejeter les comptes d'Édouard Balladur et Jacques Chirac, ce que le Conseil n'a pas fait. Selon Jacques Robert, alors membre de la juridiction, le Conseil a couvert « du manteau de la plus haute juridiction du pays la fraude souvent évidente de certains des plus hauts personnages de l'État… quitte à se rattraper peu glorieusement sur quelques petits candidats » ; il précise : « Pour montrer que nous étions indépendants, nous avons invalidé Jacques Cheminade, alors qu'il n'avait commis que de légères erreurs. Pour lui, nous n'avons eu aucun problème de conscience : il a eu tous ses biens hypothéqués ». En 2020, la cellule investigation de Radio France, après avoir eu accès aux archives de l’institution, note également la « fermeté » du Conseil constitutionnel concernant le compte de Jacques Cheminade « qui tranche étrangement avec les circonvolutions juridiques qui se font jour autour des comptes de Jacques Chirac et Édouard Balladur »

### Création de Solidarité et progrès

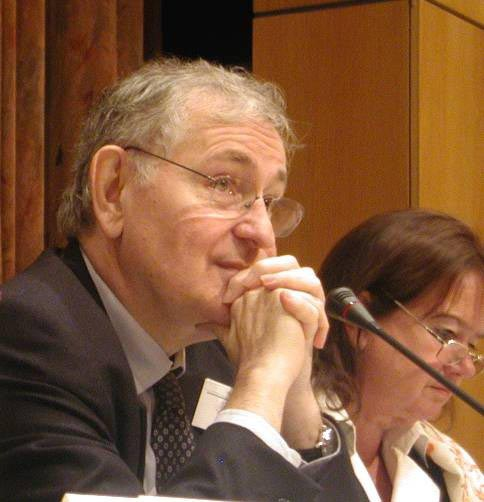
Jacques Cheminade, en juin 2006.

En 1996, il fonde le parti Solidarité et progrès, qu'il préside, et s'exprime dans les colonnes de son journal Nouvelle Solidarité.
En 2002, Jacques Cheminade ne parvient pas à réunir les 500 signatures d’élus nécessaires à une seconde candidature (n’en obtenant que 406), situation qu'il attribue au fait que Nicolas Miguet, lui-même candidat à la présidentielle de 2002, l'accuse dans un article de L'Hebdo d’avoir « un casier judiciaire chargé » et de « figurer » dans un rapport parlementaire sur les sectes. Nicolas Miguet sera condamné par la suite. N'ayant pas obtenu le nombre de parrainages nécessaires pour être candidat à l'élection présidentielle, Jacques Cheminade porte plainte auprès du Conseil constitutionnel, estimant « qu'il a été l'objet, par voie de presse, de graves attaques destinées à dissuader les personnes ayant qualité pour présenter un candidat à l'élection du Président de la République de souscrire une présentation en sa faveur ». Sa demande est rejetée.
En 2004, sa liste Nouvelle Solidarité recueille 3 130 voix (0,11 %) aux élections européennes en Île-de-France. En 2005, il fait activement campagne pour le « non » au référendum du 29 mai, tout en proposant une « autre Europe ».
Le 25 décembre 2005, il annonce sa candidature à l’élection présidentielle française de 2007. Finalement, réunissant seulement 250[réf. nécessaire] signatures d’élus, Jacques Cheminade n’est pas qualifié comme candidat. Le 14 avril 2007, dans un « vote de raison », il déclare voter pour Ségolène Royal dès le premier tour.

### Candidature à l'élection présidentielle de 2012

Logo utilisé dans le cadre de sa campagne présidentielle de 2012.

Le 18 juin 2010, il annonce sa candidature pour l'élection présidentielle de 2012 ; le 31 janvier 2012, il annonce avoir réuni les 500 promesses de parrainage nécessaires à sa candidature, ce qui est confirmé en mars par le Conseil constitutionnel, qui publie 500 noms de maires sur les 538 qui ont apporté leur soutien à Jacques Cheminade.
Son slogan politique est « Un monde sans la City ni Wall Street ». Durant sa campagne, il propose six mesures pour « arrêter le saccage social » et pour « assurer la paix mondiale avec de grands projets ».
Sa candidature n'est pas prise au sérieux par la presse française, qui retient entre autres sa proposition de coloniser Mars. Le journal Le Monde le qualifie ainsi de « candidat conspirationniste ».
Il recueille 0,25 % des suffrages exprimés (89 545 voix), contre 0,28 % en 1995 (84 969 voix). Comme 17 ans auparavant, il obtient le plus faible score de l'élection présidentielle. À l'annonce de ce résultat, il déclare ne pas être étonné et ne pas donner de consigne de vote pour le second tour, puis annonce qu'il souhaite « dans la mesure de ses moyens » faire battre Nicolas Sarkozy et son intention de voter pour François Hollande. Après l'approbation de ses comptes de campagne, l'État lui retient une somme de 170 000 euros restant dus après l'invalidation de ceux de la campagne de 1995.
Après l’élection de François Hollande, il traverse une période de très faible présence médiatique,. En 2014, il soutient les trois listes présentées par Solidarité et Progrès aux élections municipales, à Lyon, Rennes et Ploërmel,,.

### Candidature à l'élection présidentielle de 2017
Le 4 avril 2016, il annonce son intention d'être candidat à l'élection présidentielle de 2017. Sa candidature à l'élection présidentielle est validée par le Conseil constitutionnel le 18 mars 2017. Il s'agit de sa troisième participation à l'élection présidentielle après celles de 1995 et de 2012.
Pendant la campagne, le 4 avril 2017, pour la première fois de l'histoire des élections présidentielles, un débat est organisé entre la totalité des candidats. Pendant ce débat, Jacques Cheminade dénonce à nouveau le pouvoir des marchés financiers, et déplore que les autres candidats ne les combattent pas suffisamment. Ce manque de combativité est selon lui le « dénominateur commun » entre les deux candidats favoris des sondages, Marine Le Pen et Emmanuel Macron. Selon France Info, le « moment fort » de Jacques Cheminade pendant ce débat, est lorsqu'il affirme avoir prévu avec 13 ans d'avance la crise financière de 2008 et qu'il annonce que désormais un nouveau « tsunami financier » approche, une analyse approuvée par plusieurs autres candidats. BFM TV qualifie Jacques Cheminade de candidat « eurosceptique » et signale que selon lui, l'Union européenne est une « courroie de transmission des marchés ».
Jacques Cheminade réalise sa campagne électorale avec un budget de 400 000 euros, « la moitié de Philippe Poutou », et revendique 15 000 abonnés à son site. Avant même le premier tour, il déclare qu'il votera au second tour de la présidentielle « contre les candidats qui représentent » François Hollande. Il raconte avoir rencontré Emmanuel Macron lorsque ce dernier était conseiller du président de la République, François Hollande, pour plaider pour son idée de séparation bancaire. Il regrette que le gouvernement n'ait finalement pas réalisé cette séparation bancaire, qui faisait partie des promesses de la campagne électorale de François Hollande en 2012. Il estime qu'il s'agit d'une trahison de François Hollande, et pour lui « cela a marqué toute la présidence de Hollande », et a participé à sa motivation de se représenter à l'élection présidentielle de 2017,.
Finalement, trois jours avant le premier tour, Jacques Cheminade annonce qu'il votera blanc au second tour, refusant de voter pour les candidats bien placés dans les sondages. Il reproche notamment à Emmanuel Macron, un « homme sympathique, chaleureux et aimable » selon lui, d'avoir « vendu son âme à la finance ». Le projet de Marine Le Pen lui apparaît basé sur une « approche xénophobe », incompatible avec la société française et vouée à l'échec. Quant à Jean-Luc Mélenchon, il lui reproche entre autres de mettre en avant un débat sur une VIe République, alors que l'urgence est selon lui le combat contre la finance,.
Il termine en dernière position de l'élection avec 65 586 voix, soit 0,18 % des votants.

### Activités après 2017
Après avoir annoncé ne pas vouloir se présenter à l’élection présidentielle de 2022, il soutient la candidature du souverainiste de gauche Georges Kuzmanovic. Celui-ci obtient seulement 49 parrainages sur les 500 nécessaires pour officialiser sa candidature. 
Il se présente aux élections législatives de 2024 après la dissolution de l'Assemblée nationale par Emmanuel Macron, dans la 11e circonscription des Français établis hors de France, face à notamment François Asselineau. Il termine en 11e position au premier tour en obtenant le score de 0,53 %.

## Prises de position

### Finance, économie et social
En 1995, lors de la campagne présidentielle, Jacques Cheminade prévoit une crise financière à venir 10 ou 12 ans plus tard. Il parle d'un « cancer spéculatif qui prolifère dans le monde et y détruit le corps de l’économie »,. Comme mesure d'urgence pour remédier à la crise financière, il prône, depuis 2000, un Glass-Steagall Act global ; d'après lui, il faut en effet séparer les banques d’affaires des banques de dépôt. Cette séparation des activités de banques, « entre investissements risqués et prêts aux particuliers et aux entreprises », consisterait en France à un retour à la loi 45-15 relative à la nationalisation de la Banque de France et des grandes banques et à l’organisation du crédit, du 2 décembre 1945. Cette loi 45-15 fut abrogée par la loi bancaire 84-46 du 24 janvier 1984 proposée par Jacques Delors, alors ministre de l'Économie et des Finances. Cette proposition est aujourd'hui reprise par plusieurs experts et politiques.
Interrogé en février 2010 sur les mesures qu'il prendrait s'il était « aux finances », Jacques Cheminade répond qu'il faut « faire une réorganisation du système monétaire et même transformer le système monétaire en un système de crédit productif public national, ce qu'interdisent les accords européens […] Il faut que l'état puisse faire du crédit à long terme à faible taux d'intérêt pour les grands projets. »
À la fin de l'année 2018, Jacques Cheminade dit comprendre les manifestants du mouvement des Gilets jaunes, qui selon lui « expriment leur désespoir, leur volonté d'une autre politique » et qui s'opposent au « système » de « l'abandon du bien commun », du président Emmanuel Macron et de ses prédécesseurs. En réponse, il dit vouloir « mettre une pression politique sur la France, l'Europe, et même le monde » pour « créer une société où l'entreprise et le social vont de pair ».

### Éducation
Concernant les grandes écoles, il souligne en 2012 qu'il faut réduire les inégalités entre ces établissements et les universités, renforcer l'esprit créatif et rejeter l'esprit oligarchique de l'enseignement qui y est délivré.

### Politique étrangère
Dans son programme pour l'élection présidentielle de 2012, Jacques Cheminade se prononce contre la réintégration de la France dans le commandement intégré de l'OTAN et pour le retrait des troupes françaises d'Afghanistan. Il « se bat pour un Pont terrestre eurasiatique, créant une zone de développement mutuel entre l'Europe et l'Eurasie ». Il donne également une dimension africaine à son projet et déclare : « Nous avons le devoir de développer l'Afrique pour la libérer du néocolonialisme financier qui l'opprime aujourd'hui. » En 2017, s'opposant à la Françafrique, il promeut des projets comme la remise en eau du lac Tchad (Transaqua), l'achèvement du canal de Jonglei au Soudan et la construction d'axes de transport rapides en Afrique.

### Immigration et codéveloppement
Pour Cheminade, la France, compte tenu de sa démographie, ne peut se passer de l'immigration, qui est de surcroît un facteur de « dynamisme social ». À ce titre, il souhaite que l'immigration ne figure plus dans les compétences du ministère de l'Intérieur ; il préconise d'associer l'immigration à la coopération et au codéveloppement dans un grand ministère. En 2017, il précise vouloir raccourcir les délais de traitement de l'administration concernant le droit d'asile, le maintien du droit du sol, de l'aide médicale d'État et du regroupement familial, et s'oppose à la mise en place de quotas.
Fin 2018, Jacques Cheminade déclare que la France « [doit] recevoir les réfugiés politiques » et, qu’en ce qui concerne les « réfugiés économiques et climatiques, il faut voir. »

### Réchauffement climatique
Il a conseillé en mars 2007 de regarder le film documentaire The Great Global Warming Swindle qui conteste la conclusion des travaux du GIEC, selon laquelle l'activité humaine serait la principale cause du réchauffement climatique. Il dénonce par ailleurs Al Gore, l'accusant d'utiliser le réchauffement climatique pour des buts détournés[source insuffisante].

### Culture et médias
Selon lui, les jeux vidéo ultra-violents entraînent la violence et font perdre les repères aux joueurs. Il regrette que le pouvoir créé par les réseaux sociaux ne soit pas utilisé pour que l'homme grandisse dans la tradition humaniste de progrès de l'homme et compare Myspace et Facebook à « un camp de concentration mental sans larmes ». Dans son programme pour l'élection présidentielle de 2012, Jacques Cheminade demande l'interdiction des vidéos violentes, ainsi que des jeux de hasard, proposition qu'il reprend en 2017.

### Politique spatiale
Jacques Cheminade considère son projet spatial comme un exemple de « crédit productif pour un grand dessein ». Il préconise une « industrialisation de la lune », qui pourrait devenir « une base pour la production d’énergie par la fusion thermonucléaire contrôlée ». Il recommande également l'exploration martienne, pour « y créer nous-mêmes les conditions d’une possible vie ». Il considère donc comme un objectif de « réduire le temps des voyages de l’avenir entre la Terre et Mars à dix-quinze jours » et préconise, à cette fin, « la fusion thermonucléaire […] miniaturisée pour s’intégrer à un vaisseau spatial comme mode de propulsion », un « corridor thermonucléaire entre la Terre et Mars, via la Lune »,. Selon Jacques Cheminade, la colonisation de Mars prendrait deux à trois générations, et ne peut être envisagée pour le moment, car, selon lui, « un grand programme de l'espace est impossible dans le système économique et culturel actuel »,.

## Affaires judiciaires

### Affaire Pazéry
En 1987, Jacques Cheminade est accusé, avec trois autres militants, d'avoir, entre 1984 et 1986, poussé Mme Pazéry, dont les enfants et un expert judiciaire estimeront qu'elle était atteinte de la maladie d'Alzheimer, à donner 1 197 000 francs à trois associations dans lesquelles il avait des responsabilités : le POE, la Coalition anti-drogue et la Fondation pour l’énergie de fusion. Le 29 octobre 1990, après trois ans d'instruction, le juge rend une ordonnance de refus d’informer et clôt le dossier. Le 30 octobre 1990, sur appel du parquet, la chambre de l'instruction renvoie Jacques Cheminade devant le tribunal de grande instance de Paris[réf. nécessaire], qui le condamnera pour vol en juin 1992 à quinze mois d'emprisonnement avec sursis et mise à l'épreuve durant trois ans,,. Les quatre coaccusés seront également condamnés à rembourser 1,1 million de francs à la famille de la victime. En janvier 1996, la 13e chambre de la cour d'appel de Paris confirme la qualification de vol mais réduit la peine à neuf mois avec sursis, ce qui permet à Jacques Cheminade de bénéficier de la loi d'amnistie du 3 août 1995,.

### Élections cantonales en 1989
Selon Gilbert Laval, journaliste à Libération, « en 1989, trois personnes — qui avaient découvert par voie de presse, peu de temps après avoir signé une pétition contre le trafic de drogue, leur qualité de candidats du POE aux élections cantonales en Savoie et à Lyon — ont déposé plainte ».

### Invalidation des comptes de la campagne présidentielle de 1995
Le 11 octobre 1995, le Conseil constitutionnel rejette les comptes de campagne de Jacques Cheminade pour l'élection présidentielle de 1995, le privant entièrement du remboursement des frais de campagne. Le motif de ce rejet est le suivant : Jacques Cheminade a contracté des prêts à taux zéro auprès de 21 particuliers pour un montant total d'environ 2 millions de francs. Le Conseil constitutionnel, ayant constaté l'absence d'intérêt, requalifie ces prêts en dons, ce qui entraîne le franchissement d'un plafond autorisé. Cette action du Conseil constitutionnel est qualifiée par Libération de « manœuvre controversée » et Les Inrocks estiment que Jacques Cheminade a été dans cette affaire un « bouc émissaire », le Conseil constitutionnel ayant par ailleurs fermé les yeux sur les irrégularités des comptes de campagnes d'Édouard Balladur et de Jacques Chirac,.
Jacques Cheminade saisit la Cour européenne des droits de l'homme. La Cour rejette à l'unanimité son recours, considérant que « l’éventuelle incidence patrimoniale d’une procédure portant sur les conditions d'exercice d’un droit de caractère politique ne confère pas pour autant à celle-ci une nature “civile” » et que « la décision du Conseil constitutionnel n'a aucunement privé le requérant de la propriété d'une somme quelconque, mais a seulement entraîné l'obligation pour le requérant de rembourser à l'État l'avance d'un million de francs, parce qu'il ne remplissait pas les conditions légales pour pouvoir prétendre au remboursement forfaitaire de ses dépenses de campagne ». Il est soupçonné par le Trésor public d'avoir organisé son insolvabilité en ayant hypothéqué son appartement parisien, ainsi qu'une ferme et une part de forêt qu'il possédait dans le Puy-de-Dôme. Son parti, la Fédération pour une nouvelle solidarité est alors renommé en Solidarité et Progrès et domicilié dans les vestiges d'une ancienne usine de Clichy-la-Garenne. En août 1996, les biens de son appartement parisien sont saisis, et en 1998 son appartement est placé sous hypothèque légale par les services de l'État ; cette mise sous hypothèque est renouvelée puis étendue en février 2010.
Pour Jacques Cheminade, cette procédure relève de l'« acharnement ». Le 31 juillet 2006, un huissier requis par l'État procède à la saisie-attribution du compte bancaire de Jacques Cheminade, destiné à alimenter son compte de campagne pour 2007. Le Trésor public réclame le remboursement des 171 525,46 euros, représentant le remboursement de l'avance consentie par l'État en sa faveur (un million de francs, plus des frais antérieurs) au titre de l'élection présidentielle de 1995, à la suite de l'invalidation des comptes de campagne. Jacques Cheminade y voit « le regain d'une campagne d'acharnement en raison de ses prises de position et de sa dénonciation sans ambiguïté d'initiatives visant à démanteler les moyens de l'État-nation France ». Les fonds seront finalement recouvrés par l’État sous forme d'une saisie de 171 325,46 euros sur le remboursement des frais de campagne pour l'élection présidentielle de 2012.

### Affaire Perben
Le 21 septembre 2004, le tribunal correctionnel de Lyon condamne Jacques Cheminade à 15 000 euros d'amende pour diffamation publique envers Dominique Perben. Un candidat de son mouvement avait dénoncé les lois Perben en juxtaposant la photo du garde des Sceaux serrant la main du procureur général américain John Ashcroft, avec celle de Pétain serrant la main d'Hitler le 24 octobre 1940 à Montoire-sur-le-Loir. Ce jugement est confirmé le 9 février 2005 par la cour d'appel de Lyon.

## Critiques

### Orientation politique
De nombreux commentateurs politiques évoquent fréquemment leur difficulté à caractériser Jacques Cheminade et ses idées. Pour Nicolas Witkowski, Jacques Cheminade représente en France un discours LaRouchiste relevant d'un caractère « absolument insituable », qu'il propose de ranger dans la catégorie des « technofascismes ». Le Parti ouvrier européen des années 1980 de Cheminade est classé à l'extrême droite par la plupart des observateurs politiques. Cependant, d'après Jean-Yves Camus et René Monzat, contrairement au mouvement larouchien aux États-Unis, le POE est exempt de « dérapages » antisémites, et son hostilité envers le Front national est indéniable. De plus, il rencontre l'hostilité de la presse d'extrême droite, qui lui reproche « à la fois la filiation d'origine trotskiste de son fondateur américain et son éventuelle manipulation par le KGB et le Kremlin d'alors ». Il se réfère principalement à Franklin Delano Roosevelt, Charles de Gaulle, Jean Jaurès et Pierre Mendès France. En 2007, au second tour des élections présidentielles, il appelle à voter Ségolène Royal, candidate du Parti socialiste.
Sa proximité d'idées avec Lyndon LaRouche provoque également des polémiques,.
Le docteur en physique Cyril Le Tallec, auteur d'une étude sur les sectes politiques dans les années 1965-1995, estime qu'« en dehors de références constantes à de Gaulle, d'idées résolument favorables aux technologies nouvelles, aux armes à rayonnement, à la bombe à neutron et à l'énergie solaire, on est en face d'une sorte d'auberge espagnole où l'électeur trouvera ce qu’il voudra bien lui-même apporter. »
En 2012, selon François Koch, journaliste à L'Express, Jacques Cheminade « se présente en gaulliste de gauche, mais camoufle un lobby politique américain d'extrême-droite ». Cette accusation a été réfutée à plusieurs reprises par Jacques Cheminade. Et il déclare : « les idéologies du sol, du sang, de la race, me répugnent. »
Toujours en 2012, selon Serge July, il est « le candidat de la parano ». Hervé Gattegno voit en lui « le plus inquiétant des candidats » et considère que ses propositions sont un mélange « de propositions lénifiantes  […] et d'idées fumeuses », tandis que Le Journal du dimanche le qualifie d'« ovni » et le juge « indiscernable » et que Le Parisien le considère comme une « énigme ».

### Accusations de dérives sectaires
Comme le relève Jean-Paul Gautier, le « mouvement Larouche-Cheminade » est classé parmi les « sectes politiques » par certains auteurs : Cyril le Tallec, auteur d'une étude sur Les Sectes politiques, 1965-1995, l'UNADFI. L'UNADFI estime que le « mouvement de Jacques Cheminade » a un « comportement sectaire » dans ses méthodes de recrutement destinées aux étudiants, ainsi que dans son fonctionnement interne,. Plusieurs familles et anciens adhérents affirment que les jeunes sont incités à rompre les ponts avec leur entourage, à abandonner leurs études et se consacrer uniquement au mouvement. Jacques Cheminade dément, et parle d'une opération politique menée contre lui.

Dans son rapport au ministère de 2005, la MIVILUDES consacre un paragraphe à Solidarité et progrès, parti politique fondé par Jacques Cheminade, avançant que les étudiants des universités sont une cible privilégiée pour le recrutement de ce parti, qui mise sur la sensibilité engagée et idéaliste des jeunes. Après avoir enregistré des signalements en 2005-2006, la MIVILUDES déclare cependant en janvier 2012 par la voix de son secrétaire général, Hervé Machi : 

« C’est un dossier qui pour nous aujourd'hui à la MIVILUDES n’est pas vivant. Les derniers signalements que nous avons reçus remontent à 5 ou 6 ans, donc grosso modo la période de la dernière élection présidentielle. Les personnes qui avaient fait ces signalements avaient été reçues à la Mission et ces témoignages n’ont pas débouché sur une saisine de l’autorité judiciaire par la Mission, sans doute parce qu’à l’époque la Mission a considéré que les critères de la dérive sectaire n’étaient pas caractérisés. »

### Accusations de conspirationnisme
Partisan de l'identification de Jacques Cheminade au « mouvement larouchiste », Alexandre Moatti considère, à la suite de Pierre-André Taguieff, que ce dernier effectue en permanence des appels à la théorie du complot. Selon l'historien Olivier Dard dans La Synarchie, le mythe du complot permanent, la théorie de la « synarchie » est un élément majeur des campagnes électorales de Jacques Cheminade, qui suit en cela Lyndon Larouche : Cheminade reprendrait pour sa part dans ce domaine les thèses d'Annie Lacroix-Riz, « tout en livrant sa propre interprétation d'une synarchie dont Joseph de Maistre serait un des inspirateurs tandis que Charles de Gaulle en aurait été un des pourfendeurs majeurs avec Roosevelt ».
Il a participé à la conférence « anti-impérialiste » Axis for Peace, organisée en 2005 par Thierry Meyssan du Réseau Voltaire. Rudy Reichstadt, de Conspiracy Watch, qualifie la liste des participants de « who’s who des auteurs conspirationnistes les plus en vue de l’époque. »
Jacques Cheminade est qualifié de « candidat conspirationniste » dans le journal Le Monde à l'occasion de l'élection présidentielle française de 2012. Abel Mestre, journaliste au Monde, déclare alors que « dans les dossiers thématiques du site Solidarité et Progrès sont reprises les obsessions conspirationnistes « larouchiennes », comme la dénonciation de « l'empire britannique », ou la dénonciation des théories accréditant le réchauffement climatique. »

Selon une tribune de Julien Giry, alors étudiant doctorant en sciences politiques, publiée en mars 2012 par Rue89, 

« Cheminade se pose en victime d’un complot et, à la suite de LaRouche, pense que cette machination est l’œuvre d’un gouvernement occulte dirigé depuis Londres par la reine d’Angleterre et les banquiers de la City. De sorte qu’il apparaît que Jacques Cheminade n’est ni plus ni moins que le masque de Lyndon LaRouche en France, véritable dirigeant de Solidarité et Progrès. »

 L'article ajoute : « L’idéologie de Cheminade se confond avec celle de son maître : une anglophobie conspirationniste basée sur le mythe d’une synarchie mondiale à consonance antisémite, mâtiné de scientisme (aérotrain à échelle mondiale, colonisation de la Lune et de Mars, développement exponentiel du nucléaire civil, etc.), de racisme (LaRouche comparant Barack Obama à un singe), et d’homophobie (en 1986, LaRouche proposait de mettre en quarantaine les « sidéens »). »
En février 2013, il apparaît dans le documentaire de Caroline Fourest, Les Obsédés du complot. Le Nouvel Obs écrit à l'occasion : « Caroline Fourest rappelle que « ces obsédés du complot » ont eu un représentant à l’élection présidentielle française : Jacques Cheminade, président de Solidarité et progrès. L’ex-candidat s’inspire beaucoup des thèses de Lyndon LaRouche, le pape des conspirationnistes américains, qui pensait par exemple que l’homosexualité était un complot du KGB ou que l’Empire britannique avait amené Hitler au pouvoir ».

D'après Patrick Pesnot, 

« en se contentant de demander une réforme urgente du système financier mondial ou en dénonçant la mondialisation, Cheminade se garde bien de relayer » en France « les délires conspirationnistes de Larouche. Il n'empêche qu'il ne manque jamais une occasion de louer les vertus de son maître et sa hauteur de vue. »

## Résultats électoraux

### Élections présidentielles
| Année | Parti  | Parti | 1er tour | 1er tour | 1er tour |
| Année | Parti  | Parti | Voix     | %        | Rang     |
| ----- | ------ | ----- | -------- | -------- | -------- |
| 1995  |        | FNS   | 84 959   | 0,28     | 9e       |
| 2012  |        | SP    | 89 545   | 0,25     | 10e      |
| 2017  | 65 586 | SP    | 0,18     | 11e      |          |

### Élections législatives
| Année | Parti   | Parti | Circonscription                         | 1er tour | 1er tour | 1er tour | Issue |
| Année | Parti   | Parti | Circonscription                         | Voix     | %        | Rang     | Issue |
| ----- | ------- | ----- | --------------------------------------- | -------- | -------- | -------- | ----- |
| 1978  |         | POE   | 25e de Paris                            | 44       | 0,12     | 16e      | Battu |
| 1986  | Moselle | POE   | 3 176                                   | 0,65     | 9e       | Battu    |       |
| 1993  |         | FNS   | 2e de Paris                             | 130      | 0,33     | 15e      | Battu |
| 2024  |         | S&P   | 11e des Français établis hors de France | 224      | 0,53     | 11e      | Battu |

### Élections européennes
| Année | Parti  | Parti | Circonscription | Voix   | %    | Rang   | Sièges |
| ----- | ------ | ----- | --------------- | ------ | ---- | ------ | ------ |
| 1984  |        | POE   | France          | 17 503 | 0,09 | 14e    | 0 / 81 |
| 1989  | 32 295 | POE   | France          | 0,18   | 14e  | 0 / 81 |        |
| 2004  |        | SP    | Île-de-France   | 3 129  | 0,11 | 19e    | 0 / 14 |

## Ouvrages
- Un monde sans la City ni Wall Street : un grand chantier pour demain, L'Harmattan, 2012 (BNF 42592418)
- L'Exemplarité de l'œuvre de Henri Grégoire et de Lazare Carnot pour la France et l'Europe d'aujourd'hui, 2006
- Enjeu d'un Franc polytechnique, 2006
- Roosevelt, de Gaulle, Monnet : reprendre leur combat, Solidarité et progrès, 2000, 106 p. (ISBN 2-9515193-1-1)
- La Bise à la cantinière : Heine pour la France, 1996
- Jean Jaurès et Jacques Cheminade (introduction), De la réalité du monde sensible, Paris, Ed. Alcuin, 1994 (ISBN 978-2-907072-07-6, OCLC 32430296)
- Regard sur la France républicaine, Paris, Ed Alcuin, 1991, 352 p. (ISBN 2-907072-03-X, BNF 35490096)
- Laurent Rosenfeld (direction) et Jacques Cheminade (contribution), Louis Pasteur, source d'une nouvelle renaissance scientifique, Paris, Fondation pour l'énergie de fusion, 1986, 470 p. (ISBN 978-2-9501559-0-0, BNF 35048955)
- Jacques Cheminade et Lyndon LaRouche, La France après de Gaulle, Paris, Parti ouvrier européen, 1981, 197 p. (ISBN 978-2-903431-02-0, OCLC 22274896)
- Jacques Cheminade, Claude Albert, Dino de Paoli, Uwe Parpart et Lyndon LaRouche (préface), La Science de l'éducation républicaine : le secret de Monge et Carnot, Polytechnique et Arts et métiers., Paris, Nouvelle solidarité, 1980 (BNF b34735477n)
- (en) Hans Bandmann, Helmut Böttiger, Jacques Cheminade et André Dodin, The Industrialization of Africa, Wiesbaden, Fusion Energy Foundation, 1980 (BNF 35638157)
- (de) Richard Sober, Michael Liebig et Jacques Cheminade, Friedrich List und die neue Weltwirtschaftsordnung, Wiesbaden, Campaigner Publications, 1979 (OCLC 6041957)